# No, Let's Start Over
No, Let's Start Over är ett videoalbum släppt av Violent Femmes år 2006 efter att ha filmat konserten i The Lyceum Theatre i London den 24 oktober 1984.

## Låtlista
1. It's Gonna Rain
2. Prove My Love
3. Country Death Song
4. Spiritual
5. Confessions
6. Faith
7. Gimme The Car
8. Black Girls
9. Add It Up
10. Blister in the Sun
11. Kiss Off
12. Kiss Off (Reprise)